# Fricativa linguolabial sorda
La fricativa linguolabial sorda es un tipo de sonido consonántico raro. En el Alfabeto Fonético Internacional este fonema es representado por el símbolo de una fricativa dental sorda, modificada por el signo diacrítico de las consonantes linguolabiales ⟨θ̼⟩. O bien se puede transcribir como ⟨ɸ̺⟩.
Este fonema solo se tiene registrado en el idioma big nambas.

## Características
- Su modo de articulación es fricativa , lo que significa que se produce al contraer el flujo de aire a través de un canal estrecho en el lugar de articulación, lo que provoca turbulencia . Sin embargo, no tiene la lengüeta acanalada y el flujo de aire dirigido, o las altas frecuencias de una sibilante.
- Su punto de articulación es linguolabial, lo que significa que se articula colocando la punta de la lengua contra el labio superior.
- Su tipo de fonación es sorda, lo que significa que las cuerdas vocales no vibran durante la articulación. Si suenan las cuerdas vocales se vuelve una fricativa linguolabial sonora.
- Es una consonante central , lo que significa que se produce dirigiendo la corriente de aire a lo largo del centro de la lengua, en lugar de hacia los lados.
- Es una consonante oral, lo que significa que el aire puede escapar únicamente por la boca.
- El mecanismo de la corriente de aire es pulmonar , lo que significa que se articula empujando el aire únicamente con los músculos intercostales y el diafragma , como en la mayoría de los sonidos.

## Ocurre en
| Idioma     | Idioma     | Palabra | AFI     | Significado      | Notas |
| ---------- | ---------- | ------- | ------- | ---------------- | ----- |
| Big Nambas | Big Nambas |         | [ˈinɛθ̼] | 'él es asmatico' |       |